# Stationsstraat (Waalwijk)
Stationsstraat is een horeca- en winkelstraat in het centrum van Waalwijk.

## Geschiedenis
Voor 1884 heet deze straat nog Kloostersteeg, Klooster Nazareth (1471) heeft op de plek van de Sint-Janskerk gestaan. Bij uitbreiding van Waalwijk zou deze straat Kloosterlaan genoemd kunnen worden, maar werd toch naar het nieuw te bouwen Station Waalwijk genoemd. Er rijden geen treinen meer in de Langstraat en het spoor en de stationsgebouwen zijn net zoals het klooster afgebroken.
De Stationsstraat gaat over in de Sint-Antoniusstraat om ter hoogte van Meerdijk nog Kloosterweg te heten. Deze straten lopen samen als een loodrechte as op de lintbebouwing van de Langstraat (Grotestraat), dwars door Waalwijk, van gemeentehuis tot aan het kappelletje.
Stationsstraat 22 is een voormalig dienstwoning van de openbare lagere school. Stationsstraat 16-20 is de voormalige teekenschool, beide panden zijn in gebruik door kledingmagazijn Van Dijk.